# Friedrich Bernhard Karcher
Friedrich Bernhard Karcher, auch Fritz Karcher (* 22. Oktober 1845 in St. Johann (Saar); † 25. März 1925 in Beckingen) war ein deutscher Unternehmer.

## Leben

### Herkunft und Familie
Friedrich Bernhard Karcher entstammte einer wohlhabenden Saarbrücker Kaufmannsfamilie, aus der zahlreiche namhafte Unternehmer und Fabrikanten hervorgegangen sind. Er war der Sohn des Philipp Gustav Karcher (1813–1900, Landgerichtspräsident) und dessen Ehefrau Melinka Böcking (1809–1885, Tochter des Landrats Bernhard Böcking). Der spätere Admiral Guido Karcher war sein Bruder.
Er war seit 1873 mit Anna Schmidtborn (* 1. April 1855 in Sulzbach/Saar; † 2. April 1918 in Beckingen) verheiratet. Die Ehe brachte die Kinder Else (1875–1971), Robert (1876–1881), Guido (* 1877), Kuno (1882–1894) und Bodo (1886–1953, Nachfolger im Unternehmen) hervor.

### Unternehmerisches Wirken
Nach seiner Schul- und Berufsausbildung als Kaufmann stieg er 1872 in einen im Jahre 1869 in Beckingen gegründeten Fabrikbetrieb als haftender Inhaber und kaufmännischer Geschäftsführer ein. Die Firma führte den Namen „Hetzler, Kolb und Karcher“. Auf sein Betreiben hin spezialisierte sich das Unternehmen auf die Herstellung von Schrauben. Nachdem der Gesellschafter Kolb im Jahre 1882 ausgeschieden war, führte das Unternehmen fortan den Namen „Hetzler und Karcher“. Nachdem der Betrieb in finanzielle Schwierigkeiten geraten war, ersteigerte Karcher am 21. Mai 1885 den Betrieb für 505.000 Mark und gründete einen Monat später als alleiniger Geschäftsführer die Firma „Fr. Karcher & Co.“. Kommanditisten waren Carl Roth und Emil Schüler.
Nachdem das Fabrikgebäude 1890 in Brand geraten war, folgte in den beiden Folgejahren eine Neuerrichtung mit einer Anbindung der Fabrik an ein Bahnnetz.
1900 war das Unternehmen auf der Weltausstellung 1900 in Paris vertreten und brachte einen Ehrenpreis mit.
Im Jahr darauf kam die Umstrukturierung und Umgründung in eine GmbH und 1912 die Firmierung „Fr. Karcher, C. Roth & Cie“.
1913 kam sein Sohn Bodo als teilhabender Geschäftsführer ins Unternehmen und war von 1918 nach der Übergabe alleiniger Inhaber des Unternehmens. 1914 hatte der Betrieb eine Belegschaft von 900 Mitarbeitern.
Karcher und seine Frau Anna waren um das Wohl der Mitarbeiter und deren Familien sehr bemüht. Sie bauten eine Arbeiter- und Pensionskasse auf und förderten Siedlungen am Betriebsort.
Er fand seine letzte Ruhestätte im Familiengrab auf dem Friedhof Reihersberg in Beckingen.

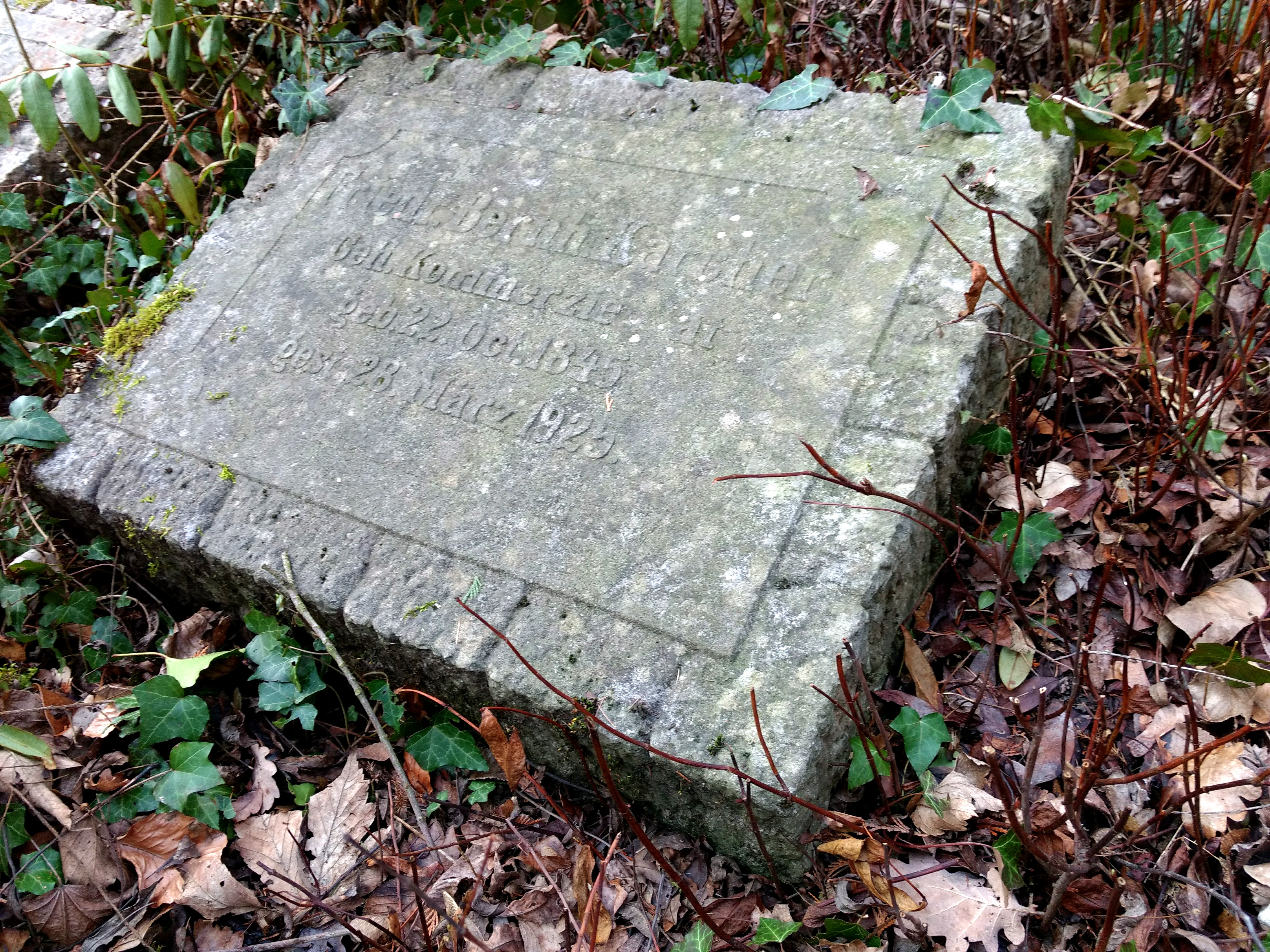
Reihersberg Beckingen Friedhof Karcher (7)

### Sonstiges
In Beckingen wurde die Friedrich-Bernhard-Karcher-Schule nach ihm benannt.

### Ehrungen und Auszeichnungen
Geheimer Kommerzienrat